# Classe Sailfish
Les sous-marins de la classe Sailfish, lancés en 1955-1956, sont les premiers construits uniquement pour servir de piquet radar et, à l'époque, sont les plus grands sous-marins à propulsion conventionnelle de la marine américaine. Seuls l'Argonaut et les sous-marins de la classe Narwhal des années 1920 les dépassaient.
Les Sailfish sont initialement équipés de grands radars BPS-2 et BPS-3 à l'intérieur et à l'arrière du kiosque. Ils sont conçus dans le cadre du projet SCB 84 pour une vitesse de surface élevée ; cependant, leur vitesse atteinte n'était pas significativement plus rapide que les sous-marins piquet radar convertis de la Seconde Guerre mondiale. Mis en service en 1956, la classe sert de piquet radar jusqu'au début de 1961, lorsque leur mission s'achève au sein de la flotte. Le radar aéroporté l'avait remplacé avec le déploiement du Grumman WF-2 Tracer. Modernisés dans le cadre du programme de réhabilitation et de modernisation de la flotte II (FRAM II) de 1964 à 1966, les deux sous-marins servent jusqu'à leur retrait du service à la fin des années 1970.

## Navires de la classe
| Nom          | Numéro de coque | Constructeur              | Pose de la quille | Lancement        | Commission    | Sort |
| ------------ | --------------- | ------------------------- | ----------------- | ---------------- | ------------- | --- |
| USS Sailfish | SSR-572         | Portsmouth Naval Shipyard | 8 décembre 1953   | 7 septembre 1955 | 14 avril 1956 | Redésigné SS-572 le 3 février 1962, retiré du service le 29 septembre 1978, coulé comme cible en mai 2007  |
| USS Salmon   | SSR-573         | Portsmouth Naval Shipyard | 10 mars 1954      | 25 février 1956  | 30 août 1958  | Redésigné SS-573 le 1er mars 1961, retiré du service le 1er octobre 1977, coulé comme cible le 5 juin 1993 |